# Praesiderolites
Praesiderolites es un género de foraminífero bentónico de la subfamilia Lepidorbitoidinae, de la familia Lepidorbitoididae, de la superfamilia Orbitoidoidea, del suborden Rotaliina y del orden Rotaliida. Su especie tipo es Praesiderolites douvillei. Su rango cronoestratigráfico abarca desde el Santoniense hasta el Maastrichtiense (Cretácico superior).

## Clasificación
Praesiderolites incluye a las siguientes especies:
- Praesiderolites dordoniensis †
- Praesiderolites douvillei †
- Praesiderolites santoniensis †